# Jon Ritman
Jon Ritman är en brittisk spelutvecklare som stod bakom flera uppmärksammade spel under 1980-talet, för i första hand till ZX Spectrum och Amstrad CPC.

## Lugografi
- Namtir Raiders, Arctic
- Cosmo Debris, Actic
- 3D Comabt Zone, Arctic
- Deimension Destructors, Arctic
- Bear Bovver, Arctic
- Match Day, Ocean
- Batman, Ocean (1986)
- Head over Heels, Ocean (1987)
- Match Day II. Ocean
- Monster Max, Rare/Titus